# Buhur
Buhur (arab. بحور) – wieś w Syrii, w muhafazie Hims. W 2004 roku liczyła 108 mieszkańców.